# Битва при Анхиало (763)
Битва при Анхиало (болг. Битка при Анхиало) — сражение, произошедшее 30 июня 763 года и ставшее одной из величайших побед византийского императора Константина V в его походах против болгар.

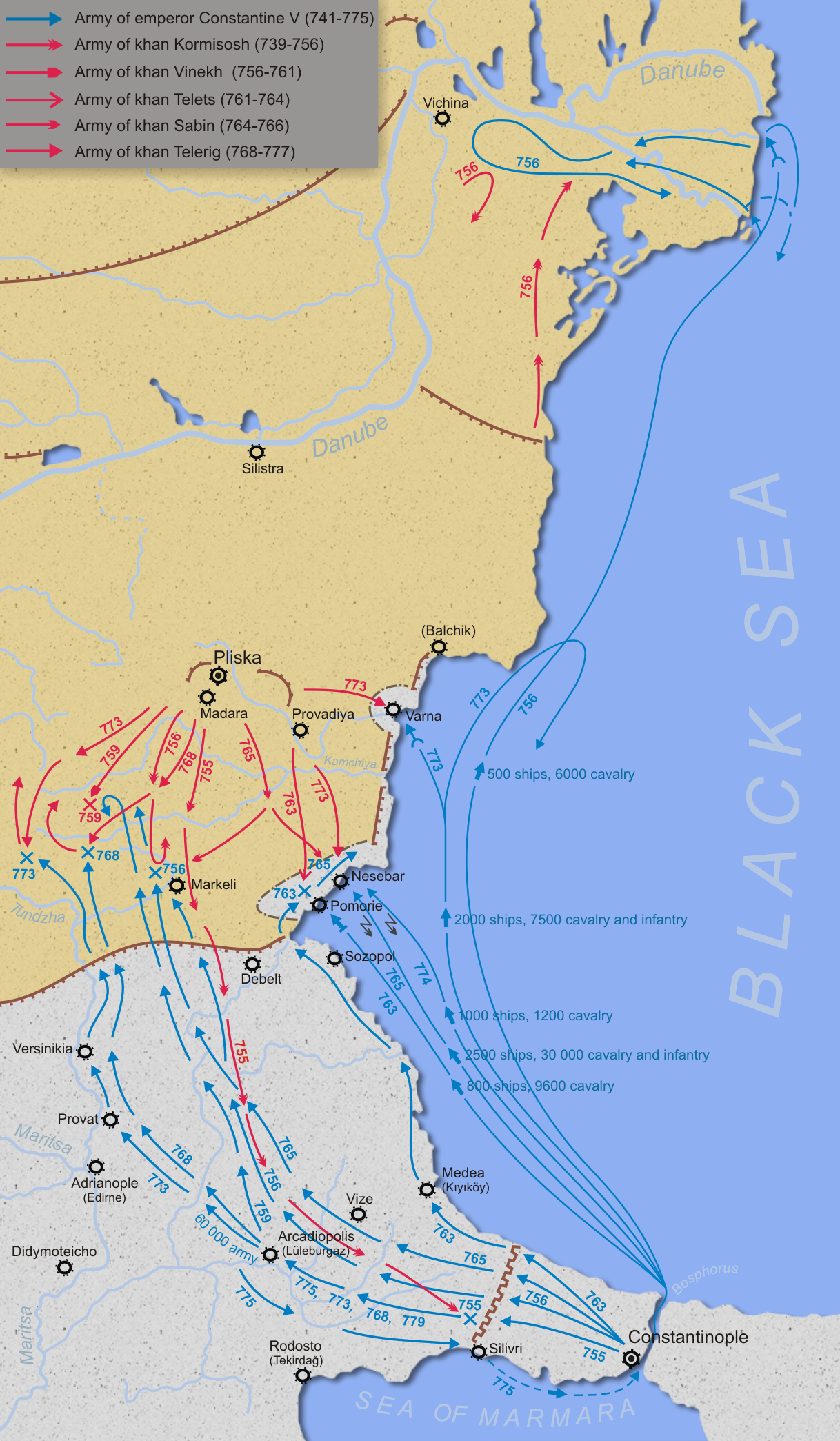
Походы Константина V на Болгарию

## Ход событий

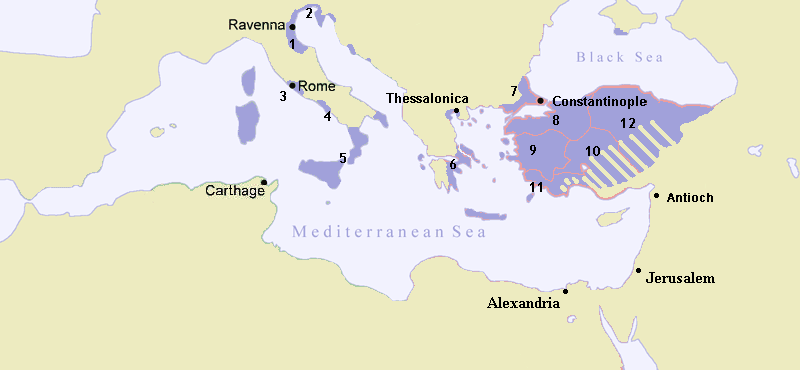
Византия в начале VIII века

После поражение на перевале Верегава в 759 года Константин V некоторое время воздерживался от наступательных действий против болгар. В самой Болгарии после битвы при Верегаве вспыхнула междоусобица, закончившаяся победой бояр из рода Угаин над правившим до того родом Вокил. Несмотря на свой успех над византийцами, хан Винех был убит, и на его место взошел Телец из рода Угаин.
Новый правитель начал опустошительные набеги на Фракию. Это вынудило византийского императора предпринять поход против болгар. В июне 763 года византийские войска под личным командованием Константина V двинулись по суше к Анхиало. Отдельная армия численностью около 10 000 всадников была переправлена морем на восьмистах кораблях.
Ожидая наступления византийских войск, Телец собрал 20 000 воинов из союзных племен (вероятно, славян) и занял высоты вокруг Анхиало. Расположенная между Поморийским озером и Чёрным морем, византийская армия была защищена от удара с тыла и противопоставила болгарской коннице сомкнутый строй тяжеловооруженных копейщиков. По неизвестным причинам болгарский правитель решил оставить свои укрепленные позиции и атаковать византийские войска в лоб. Это произошло 30 июня 763 года. Битва, начавшаяся в пять часов утра и продолжавшаяся до вечера, закончилась переходом славянских контингентов на сторону византийцев и бегством болгар. По утверждению константинопольского патриарха Никифора, сами византийцы также понесли большие потери.
Сразу после победы Константин V вернулся в Константинополь. Большие потери, понесённые византийской армией, и тот факт, что славянские племена, союзные болгарам, обороняли перевалы в Балканских горах, отпугнули императора от похода в глубь Болгарии.
Поражение при Анхиало привело к возобновлению гражданской войны в Болгарии. Константин V предпринял свою следующую сухопутную и морскую кампанию против болгар в 765 году, но это предприятие провалилось из-за шторма, уничтожившего большую часть византийского флота.